# ハンプトン郡 (サウスカロライナ州)

サウスカロライナ州内の位置

ハンプトン郡（Hampton County）は、アメリカ合衆国サウスカロライナ州に位置する郡である。人口は21,386人（2000年）。郡庁所在地はハンプトンである。

## 地理
アメリカ合衆国統計局によると、この郡は総面積1,457 km2 (563 mi2) である。このうち1,450 km2 (560 mi2) が陸地で7 km2 (3 mi2) が水地域である。総面積の0.51%が水地域となっている。

## 人口動勢
2000年国勢調査で、この郡は人口21,386人、7,444世帯、及び5,315家族が暮らしている。人口密度は15/km2 (38/mi2) である。6/km2 (15/mi2) の平均的な密度に8,582軒の住宅が建っている。この郡の人種的な構成は白人42.89%、アフリカン・アメリカン55.67%、先住民0.20%、アジア0.17%、太平洋諸島系0.01%、その他の人種0.62%、及び混血0.43%である。ここの人口の2.56%はヒスパニックまたはラテン系である。
この郡内の住民は27.60%が18歳未満の未成年、18歳以上24歳以下が8.50%、25歳以上44歳以下が29.70%、45歳以上64歳以下が22.10%、及び65歳以上が12.10%にわたっている。中央値年齢は35歳である。女性100人ごとに対して男性は103.80人である。18歳以上の女性100人ごとに対して男性は103.90人である。
この郡内の世帯ごとの平均的な収入は28,771米ドルであり、家族ごとの平均的な収入は34,559米ドルである。男性は29,440米ドルに対して女性は20,418米ドルの平均的な収入がある。この郡の一人当たりの収入 (per capita income) は13,129米ドルである。人口の21.80%及び家族の17.80%は貧困線以下である。全人口のうち18歳未満の27.60%及び65歳以上の21.70%は貧困線以下の生活を送っている。

## 都市及び町
- ハンプトン (Hampton)
- Brunson
- Estill
- Furman
- Gifford
- Luray
- Scotia
- Varnville